# Mysticisme astral
 (août 2011).
On appelle mysticisme astral (ou culte astral, religion astrale, théologie astrale) une attitude philosophique ou religieuse qui considère les astres comme sacrés et prône leur culte ou leur contemplation.
La citation classique est alors l'épigramme de l'astronome-astrologue Claude Ptolémée, mort en 168 :
"Je le sais, je suis mortel et ne vis qu'un jour. Mais quand j'aspire à rejoindre les astres dans leurs courses pressées d'un sens à l'autre du ciel, mes pieds ne touchent plus la terre, mais auprès de Zeus lui-même je me nourris du breuvage des dieux" (in Anthologie palatine, IX.577).

## Historique
Chez les Anciens Mésopotamiens, dès 1800 av. J.-C., le lien entre religion et astronomie/astrologie est étroit. La planète Jupiter symbolise le dieu Mardouk, Vénus est l’image de la déesse Ishtar. Selon l’Enouma Anou Enlil (un peu avant 1000 av. J.-C.), « le trajet du Soleil à l’extrémité de l’enclos l’horizon Est est la voie d’Ea (Enki, dieux des eaux, de la magie et de la sagesse [réf. nécessaire]), le trajet du Soleil au milieu de l’enclos est la voie d’Anou (dieu du ciel [réf. nécessaire]), et le trajet du Soleil à la tête de l’enclos est la voie d’Enlil (dieu du vent et de la terre, des destinées, organisateur de l’univers [réf. nécessaire]). » L’image du temple de Babylone est représentée dans le ciel par le carré de Pégase[réf. nécessaire]. La ziggourat de Khorsabad (Dour-Sharroukin) avait sept étages correspondant aux sept astres : Soleil, Lune, Saturne, Jupiter, Mars, Vénus, Mercure.
Le Sabéisme est un courant religieux, antérieur à la conquête musulmane, qui consiste dans le culte du Soleil, de la Lune, des étoiles. Les Sâbiens concernent surtout les Harrâniens, en Mésopotamie du Nord, qui développèrent un culte astral jusqu’au XI° s.
Le premier, en Occident, à défendre le mysticisme astral, la théologie astrale, est le pythagoricien Alcméon de Crotone (vers 500 av. J.-C.) [réf. nécessaire]. Il divinise les planètes et les étoiles du fait qu'elles ont un mouvement perpétuel.
"Alcméon de Crotone croyait que, parce qu'ils sont animés, les astres sont des dieux" (Clément d'Alexandrie).
Louis Rougier donne cette chronologie :
« Formulée par les Pythagoriciens, développée dans les mythes ailés de Platon, systématisée dans la philosophie première d’Aristote [De la philosophie], proclamée comme évangile dans l’Épinomis, exposée par Cicéron sous la forme d’une apocalypse néo-pythagoricienne dans Le Songe de Scipion, enseignée par Anchise dans les vers du VIe livre de l’Énéide, célébrée dans le Discours à l’Astre-Roi par l’empereur Julien comme le testament religieux de l’hellénisme, chantée, à la fin du paganisme, dans les Vers d’Or d’Hiéroclès d'Alexandrie ; infusée, tour à tour, dans les économies de salut oriental, l’Essénisme, le Gnosticisme, le Mithriacisme, le Christianisme, le Manichéisme, l’Islamisme, cette religion fut, pendant plus de 10 siècles, la véritable foi des élites riveraines de la Méditerranée. Elle survécut au triomphe du Christianisme. Elle traversa le Moyen Âge et inspira la Divine Comédie, pour ne recevoir son coup de grâce que de l’Astronomie nouvelle de Képler et de la Mécanique moderne de Galilée et de Newton. »
Et Rougier résume ainsi les idées pythagorico-platoniciennes :
« Ainsi, les maigres fragments relatifs aux Pythagoriciens qui nous ont été conservés sont suffisants pour établir que Platon n’a fait qu’emprunter à l’École italique [Pythagore] les trois propositions suivantes : 1° Les mouvements réels des astres sont des rotations uniformes ; 2° L’âme est toujours en mouvement, parce que son essence est d’être principe de mouvement ; 3° Le mouvement propre de l’âme rationnelle est un mouvement de rotation uniforme ; d’où résulterait : 1° Que les astres sont mus pat une âme rationnelle ; 2° Que l’âme rationnelle est immortelle ; 3° Que l’âme rationnelle et les astres ont une parenté commune qu’on peut déduire de la similitude de leurs mouvements. »
La religion astrale (croyances, rites, mythes) paraît en Occident avec l'Épinomis, attribué à Platon, sans doute écrit par son disciple Philippe d'Oponte. D'une part l'auteur pose des croyances : beauté du ciel, divinité du Ciel et des astres (984 d), l'astronomie comme Sagesse (990 a), priorité de l'âme, l'éther comme Cinquième Élément (981 c). D'autre part, l'auteur propose un culte (astrolâtrie) : fêtes religieuses, sacrifices, temps sacrés (985 e). Enfin l'auteur impose une morale : piété (977 e), contemplation des dieux visibles célestes (les astres) et du Dieu Ciel (986 b). 
"Il n'y aura de religion cosmique, au sens strict, qu'au IIIe siècle de notre ère avec la religion du dieu Soleil qui, elle, comportera des sanctuaires et des images".